# 24h Le Mans 2020

Tor Circuit de la Sarthe

24h Le Mans 2020 – 88. edycja 24–godzinnego wyścigu rozegrana na torze Circuit de la Sarthe w dniach 19–20 września 2020 roku. Wyścig został zorganizowany przez Automobile Club de l’Ouest (ACO) i był on siódmą rundą sezonu 2019/2020 serii FIA World Endurance Championship. Pierwotnie wyścig miał odbyć się w czerwcu, jednak z powodu pandemii COVID-19, został on przesunięty na wrzesień i rozegrany został bez publiczności.

## Lista startowa
Automobile Club de l’Ouest (ACO) przyznał 62 zaproszenia do wyścigu. Klasy, którym przyznano możliwość udziału w wyścigu to Le Mans Prototype 1 (LMP1), Le Mans Prototype 2 (LMP2), Le Mans Grand Touring Endurance Pro (GTE Pro) oraz Le Mans Grand Touring Endurance Am (GTE Am).

### Automatyczne zaproszenia
Zwycięzcy 24h Le Mans 2019, European Le Mans Series 2019 (ELMS), Asian Le Mans Series 2019–2020 (AsLMS) oraz Michelin Le Mans Cup 2019 otrzymali automatycznie zaproszenie do wyścigu. Wicemistrzowie European Le Mans Series 2019 w kategoriach LMP2 i LMGTE również otrzymali automatyczne zaproszenia. ACO przyznał też dwa zaproszenia dla zespołów z IMSA WeatherTech SportsCar Championship. Zaproszone zespoły LMGTE z ELMS i AsLMS mogły wybrać między startem w kategorii GTE Pro a GTE Am. Mistrz Le Mans Prototype 3 (LMP3) z ELMS był zobligowany do startu w kategorii LMP2. Mistrz LMP3 z AsLMS mógł wybrać start w kategorii LMP2 lub GTE Am. Mistrz Michelin Le Mans Cup w kategorii GT3 otrzymał zaproszenie do kategorii GTE Am.
25 lutego 2020 ACO opublikował ostateczną listę automatycznych zaproszeń.
| Powód zaproszenia                        | LMP1                      | LMP2                    | LMGTE Pro             | LMGTE Am       |
| ---------------------------------------- | ------------------------- | ----------------------- | --------------------- | -------------- |
| Wygrana w 24h Le Mans 2019               | Toyota Gazoo Racing       | Signatech Alpine Matmut | AF Corse              | Team Project 1 |
| Mistrzostwo ELMS 2019 (LMP2 i LMGTE)     |                           | IDEC Sport              | Luzich Racing         | Luzich Racing  |
| Wicemistrzostwo ELMS 2019 (LMP2 i LMGTE) | G-Drive Racing            | Dempsey-Proton Racing   | Dempsey-Proton Racing |                |
| Mistrzostwo ELMS 2019 (LMP3)             | EuroInternational         |                         |                       |                |
| IMSA SportsCar Championship              | Cameron Cassels           | Richard Heistand        |                       |                |
| Mistrzostwo AsLMS 2019/2020 (LMP2 i GT)  | G-Drive Racing by Algarve | HubAuto Corsa           | HubAuto Corsa         |                |
| Mistrzostwo AsLMS 2019/2020 (LMP2 Am)    | Rick Ware Racing          |                         |                       |                |
| Mistrzostwo AsLMS 2019/2020 (LMP3)       | Nielsen Racing            | – lub –                 | Nielsen Racing        |                |
| Mistrzostwo Michelin Le Mans Cup (GT3)   |                           |                         | Kessel Racing         |                |

## Harmonogram
| Dzień                 | Godzina | Sesja                     | Długość    |
| --------------------- | ------- | ------------------------- | ---------- |
| Czwartek, 17 września | 10:00   | Pierwsza sesja treningowa | 3 godziny  |
| Czwartek, 17 września | 14:00   | Druga sesja treningowa    | 3 godziny  |
| Czwartek, 17 września | 17:15   | Kwalifikacje              | 45 minut   |
| Czwartek, 17 września | 20:00   | Trzecia sesja treningowa  | 4 godziny  |
| Piątek 18 września    | 10:00   | Czwarta sesja treningowa  | 60 minut   |
| Piątek 18 września    | 11:30   | Hyperpole                 | 30 minut   |
| Sobota, 19 września   | 10:30   | Rozgrzewka                | 15 minut   |
| Sobota, 19 września   | 14:30   | Wyścig                    | 24 godziny |
| Źródła                |         |                           |            |

## Sesje treningowe
| Klasa          | Zespół                      | Samochód                 | Czas           | Okr.           |                |
| Sesja pierwsza | Sesja pierwsza              | Sesja pierwsza           | Sesja pierwsza | Sesja pierwsza | Sesja pierwsza |
| -------------- | --------------------------- | ------------------------ | -------------- | -------------- | -------------- |
| LMP1           | #8 Toyota Gazoo Racing      | Toyota TS050 Hybrid      | 3:21,656       | 32             |                |
| LMP2           | #33 High Class Racing       | Oreca 07                 | 3:29,873       | 31             |                |
| LMGTE Pro      | #97 Aston Martin Racing     | Aston Martin Vantage AMR | 3:53,930       | 37             |                |
| LMGTE Am       | #98 Aston Martin Racing     | Aston Martin Vantage AMR | 3:55,484       | 35             |                |
| Sesja druga    |                             |                          |                |                |                |
| LMP1           | #8 Toyota Gazoo Racing      | Toyota TS050 Hybrid      | 3:19,719       | 33             |                |
| LMP2           | #29 Racing Team Nederland   | Oreca 07                 | 3:27,185       | 23             |                |
| LMGTE Pro      | #92 Porsche GT Team         | Porsche 911 RSR-19       | 3:52,783       | 28             |                |
| LMGTE Am       | #77 Dempsey - Proton Racing | Porsche 911 RSR          | 3:53,961       | 26             |                |
| Sesja trzecia  |                             |                          |                |                |                |
| LMP1           | #3 Rebellion Racing         | Rebellion R13            | 3:19,158       | 54             |                |
| LMP2           | #30 Duqueine Team           | Oreca 07                 | 3:28,013       | 44             |                |
| LMGTE Pro      | #92 Porsche GT Team         | Porsche 911 RSR-19       | 3:52,177       | 42             |                |
| LMGTE Am       | #70 MR Racing               | Ferrari 488 GTE Evo      | 3:54,490       | 46             |                |
| Sesja czwarta  |                             |                          |                |                |                |
| LMP1           | #1 Rebellion Racing         | Rebellion R13            | 3:21,132       | 10             |                |
| LMP2           | #22 United Autosports       | Oreca 07                 | 3:27,185       | 10             |                |
| LMGTE Pro      | #92 Porsche GT Team         | Porsche 911 RSR-19       | 3:51,985       | 9              |                |
| LMGTE Am       | #56 Team Project 1          | Porsche 911 RSR          | 3:53,884       | 13             |                |

## Kwalifikacje
Pole position w każdej z klas jest oznaczone pogrubieniem.
| Poz.   | Klasa     | Zespół                        | Kwalifikacje | Hyperpole | Poz. s. |
| ------ | --------- | ----------------------------- | ------------ | --------- | ------- |
| 1      | LMP1      | #7 Toyota Gazoo Racing        | 3:17.089     | 3:15.267  | 1       |
| 2      | LMP1      | #1 Rebellion Racing           | 3:21.598     | 3:15.822  | 2       |
| 3      | LMP1      | #8 Toyota Gazoo Racing        | 3:17.336     | 3:16.649  | 3       |
| 4      | LMP1      | #3 Rebellion Racing           | 3:24.632     | 3:18.330  | 4       |
| 5      | LMP1      | #4 ByKolles Racing Team       | 3:24.468     | 3:23.043  | 5       |
| 6      | LMP2      | #22 United Autosports         | 3:27.148     | 3:24.528  | 6       |
| 7      | LMP2      | #26 G-Drive Racing            | 3:27.366     | 3:24.860  | 7       |
| 8      | LMP2      | #29 Racing Team Nederland     | 3:26.648     | 3:25.062  | 8       |
| 9      | LMP2      | #33 High Class Racing         | 3:27.611     | 3:25.426  | 9       |
| 10     | LMP2      | #32 United Autosports         | 3:27.598     | 3:25.671  | 10      |
| 11     | LMP2      | #37 Jackie Chan DC Racing     | 3:27.097     | 3:25.785  | 11      |
| 12     | LMP2      | #38 JOTA                      | 3:27.728     |           | 12      |
| 13     | LMP2      | #16 G-Drive Racing by Algarve | 3:27.767     |           | 13      |
| 14     | LMP2      | #31 Panis Racing              | 3:27.791     |           | 14      |
| 15     | LMP2      | #36 Signatech Alpine Elf      | 3:27.794     |           | 15      |
| 16     | LMP2      | #27 DragonSpeed USA           | 3:27.913     |           | 16      |
| 17     | LMP2      | #42 Cool Racing               | 3:28.509     |           | 17      |
| 18     | LMP2      | #39 SO24-Has by Graff         | 3:28.574     |           | 18      |
| 19     | LMP2      | #30 Duqueine Team             | 3:29.091     |           | 19      |
| 20     | LMP2      | #25 Algarve Pro Racing        | 3:29.402     |           | 20      |
| 21     | LMP2      | #21 DragonSpeed USA           | 3:29.741     |           | 21      |
| 22     | LMP2      | #47 Cetilar Racing            | 3:29.880     |           | 22      |
| 23     | LMP2      | #35 Eurasia Motorsport        | 3:30.497     |           | 23      |
| 24     | LMP2      | #24 Nielsen Racing            | 3:30.897     |           | 24      |
| 25     | LMP2      | #50 Richard Mille Racing Team | 3:31.020     |           | 25      |
| 26     | LMP2      | #34 Inter Europol Competition | 3:31.393     |           | 26      |
| 27     | LMP2      | #11 EuroInternational         | 3:33.747     |           | 27      |
| 28     | LMGTE Pro | #91 Porsche GT Team           | 3:52.036     | 3:50.874  | 28      |
| 29     | LMGTE Pro | #51 AF Corse                  | 3:51.244     | 3:51.115  | 29      |
| 30     | LMGTE Pro | #95 Aston Martin Racing       | 3:50.872     | 3:51.241  | 30      |
| 31     | LMGTE Pro | #97 Aston Martin Racing       | 3:50.925     | 3:51.324  | 31      |
| 32     | LMGTE Pro | #71 AF Corse                  | 3:51.988     | 3:51.515  | 32      |
| 33     | LMGTE Pro | #92 Porsche GT Team           | 3:52.142     | 3:51.770  | 33      |
| 34     | LMGTE Pro | #63 WeatherTech Racing        | 3:52.508     |           | 34      |
| 35     | LMGTE Am  | #61 Luzich Racing             | 3:53.292     | 3:51.266  | 36      |
| 36     | LMGTE Am  | #77 Dempsey-Proton Racing     | 3:53.334     | 3:51.322  | 37      |
| 37     | LMGTE Am  | #56 Team Project 1            | 3:53.598     | 3:51.647  | 38      |
| 38     | LMGTE Am  | #98 Aston Martin Racing       | 3:52.778     | 3:52.105  | 39      |
| 39     | LMGTE Am  | #90 TF Sport                  | 3:52.961     | 3:52.299  | 40      |
| 40     | LMGTE Am  | #86 Gulf Racing               | 3:52.970     | 3:52.346  | 41      |
| 41     | LMGTE Am  | #83 AF Corse                  | 3:53.621     |           | 42      |
| 42     | LMGTE Am  | #99 Dempsey-Proton Racing     | 3:53.670     |           | 43      |
| 43     | LMGTE Am  | #57 Team Project 1            | 3:53.838     |           | 44      |
| 44     | LMGTE Am  | #54 AF Corse                  | 3:54.144     |           | 45      |
| 45     | LMGTE Am  | #88 Dempsey-Proton Racing     | 3:54.281     |           | 46      |
| 46     | LMGTE Am  | #70 MR Racing                 | 3:54.628     |           | 47      |
| 47     | LMGTE Am  | #72 Hub Auto Racing           | 3:55.308     |           | 48      |
| 48     | LMGTE Am  | #55 Spirit of Race            | 3:55.772     |           | 49      |
| 49     | LMGTE Am  | #75 Iron Lynx                 | 3:56.141     |           | 50      |
| 50     | LMGTE Am  | #66 JMW Motorsport            | 3:56.383     |           | 51      |
| 51     | LMGTE Am  | #78 Proton Competition        | 3:56.475     |           | 52      |
| 52     | LMGTE Am  | #85 Iron Lynx                 | 3:56.833     |           | 53      |
| 53     | LMGTE Am  | #60 Iron Lynx                 | 3:57.876     |           | 54      |
| 54     | LMGTE Am  | #62 Red River Sport           | 4:00.084     |           | 55      |
| 55     | LMGTE Am  | #89 Team Project 1            | 4:00.691     |           | 56      |
| —      | LMGTE Pro | #82 Risi Competizione         | Bez czasu    |           | 35      |
| —      | LMGTE Am  | #52 AF Corse                  | Bez czasu    |           | 57      |
| —      | LMP2      | #17 IDEC Sport                | Bez czasu    |           | Pitlane |
| —      | LMP2      | #28 IDEC Sport                | Bez czasu    |           | Pitlane |
| Źródła |           |                               |              |           |         |

## Wyścig

### Wyniki
Minimum do bycia sklasyfikowanym (70 procent dystansu pokonanego przez zwycięzców wyścigu) wyniosło 270 okrążeń. Zwycięzcy klas są oznaczeni pogrubieniem.
| Poz.                          | Klasa     | Zespół                        | Kierowcy                                                    | Samochód                      | Opony | Okr. | Czas          |
| Poz.                          | Klasa     | Zespół                        | Kierowcy                                                    | Silnik                        | Opony | Okr. | Czas          |
| ----------------------------- | --------- | ----------------------------- | ----------------------------------------------------------- | ----------------------------- | ----- | ---- | ------------- |
| 1                             | LMP1      | #8 Toyota Gazoo Racing        | Sébastien Buemi Brendon Hartley Kazuki Nakajima             | Toyota TS050 Hybrid           | M     | 387  | 24:01:45.305  |
| 1                             | LMP1      | #8 Toyota Gazoo Racing        | Sébastien Buemi Brendon Hartley Kazuki Nakajima             | Toyota 2.4 L Hybrid Turbo V6  | M     | 387  | 24:01:45.305  |
| 2                             | LMP1      | #1 Rebellion Racing           | Gustavo Menezes Norman Nato Bruno Senna                     | Rebellion R13                 | M     | 382  | +5 okrążeń    |
| 2                             | LMP1      | #1 Rebellion Racing           | Gustavo Menezes Norman Nato Bruno Senna                     | Gibson GL458 4.5 L V8         | M     | 382  | +5 okrążeń    |
| 3                             | LMP1      | #7 Toyota Gazoo Racing        | Mike Conway Kamui Kobayashi José María López                | Toyota TS050 Hybrid           | M     | 381  | +6 okrążeń    |
| 3                             | LMP1      | #7 Toyota Gazoo Racing        | Mike Conway Kamui Kobayashi José María López                | Toyota 2.4 L Hybrid Turbo V6  | M     | 381  | +6 okrążeń    |
| 4                             | LMP1      | #3 Rebellion Racing           | Nathanaël Berthon Louis Delétraz Romain Dumas               | Rebellion R13                 | M     | 381  | +6 okrążeń    |
| 4                             | LMP1      | #3 Rebellion Racing           | Nathanaël Berthon Louis Delétraz Romain Dumas               | Gibson GL458 4.5 L V8         | M     | 381  | +6 okrążeń    |
| 5                             | LMP2      | #22 United Autosports         | Filipe Albuquerque Philip Hanson Paul di Resta              | Oreca 07                      | M     | 370  | +17 okrążeń   |
| 5                             | LMP2      | #22 United Autosports         | Filipe Albuquerque Philip Hanson Paul di Resta              | Gibson GK428 4.2 L V8         | M     | 370  | +17 okrążeń   |
| 6                             | LMP2      | #38 JOTA                      | António Félix da Costa Anthony Davidson Roberto González    | Oreca 07                      | G     | 370  | +17 okrążeń   |
| 6                             | LMP2      | #38 JOTA                      | António Félix da Costa Anthony Davidson Roberto González    | Gibson GK428 4.2 L V8         | G     | 370  | +17 okrążeń   |
| 7                             | LMP2      | #31 Panis Racing              | Julien Canal Nico Jamin Matthieu Vaxivière                  | Oreca 07                      | G     | 368  | +19 okrążeń   |
| 7                             | LMP2      | #31 Panis Racing              | Julien Canal Nico Jamin Matthieu Vaxivière                  | Gibson GK428 4.2 L V8         | G     | 368  | +19 okrążeń   |
| 8                             | LMP2      | #36 Signatech Alpine Elf      | Thomas Laurent André Negrão Pierre Ragues                   | Alpine A470                   | M     | 367  | +20 okrążeń   |
| 8                             | LMP2      | #36 Signatech Alpine Elf      | Thomas Laurent André Negrão Pierre Ragues                   | Gibson GK428 4.2 L V8         | M     | 367  | +20 okrążeń   |
| 9                             | LMP2      | #26 G-Drive Racing            | Mikkel Jensen Roman Rusinow Jean-Éric Vergne                | Aurus 01                      | M     | 367  | +20 okrążeń   |
| 9                             | LMP2      | #26 G-Drive Racing            | Mikkel Jensen Roman Rusinow Jean-Éric Vergne                | Gibson GK428 4.2 L V8         | M     | 367  | +20 okrążeń   |
| 10                            | LMP2      | #28 IDEC Sport                | Richard Bradley Paul-Loup Chatin Paul Lafargue              | Oreca 07                      | M     | 366  | +21 okrążeń   |
| 10                            | LMP2      | #28 IDEC Sport                | Richard Bradley Paul-Loup Chatin Paul Lafargue              | Gibson GK428 4.2 L V8         | M     | 366  | +21 okrążeń   |
| 11                            | LMP2      | #25 Algarve Pro Racing        | John Falb Matt McMurry Simon Trummer                        | Oreca 07                      | G     | 365  | +22 okrążenia |
| 11                            | LMP2      | #25 Algarve Pro Racing        | John Falb Matt McMurry Simon Trummer                        | Gibson GK428 4.2 L V8         | G     | 365  | +22 okrążenia |
| 12                            | LMP2      | #42 Cool Racing               | Antonin Borga Alexandre Coigny Nicolas Lapierre             | Oreca 07                      | M     | 365  | +22 okrążenia |
| 12                            | LMP2      | #42 Cool Racing               | Antonin Borga Alexandre Coigny Nicolas Lapierre             | Gibson GK428 4.2 L V8         | M     | 365  | +22 okrążenia |
| 13                            | LMP2      | #50 Richard Mille Racing Team | Tatiana Calderón Sophia Flörsch Beitske Visser              | Oreca 07                      | M     | 364  | +23 okrążenia |
| 13                            | LMP2      | #50 Richard Mille Racing Team | Tatiana Calderón Sophia Flörsch Beitske Visser              | Gibson GK428 4.2 L V8         | M     | 364  | +23 okrążenia |
| 14                            | LMP2      | #47 Cetilar Racing            | Andrea Belicchi Roberto Lacorte Giorgio Sernagiotto         | Dallara P217                  | M     | 363  | +24 okrążenia |
| 14                            | LMP2      | #47 Cetilar Racing            | Andrea Belicchi Roberto Lacorte Giorgio Sernagiotto         | Gibson GK428 4.2 L V8         | M     | 363  | +24 okrążenia |
| 15                            | LMP2      | #17 IDEC Sport                | Jonathan Kennard Patrick Pilet Kyle Tilley                  | Oreca 07                      | M     | 363  | +24 okrążenia |
| 15                            | LMP2      | #17 IDEC Sport                | Jonathan Kennard Patrick Pilet Kyle Tilley                  | Gibson GK428 4.2 L V8         | M     | 363  | +24 okrążenia |
| 16                            | LMP2      | #27 DragonSpeed USA           | Ben Hanley Henrik Hedman Renger van der Zande               | Oreca 07                      | M     | 361  | +26 okrążeń   |
| 16                            | LMP2      | #27 DragonSpeed USA           | Ben Hanley Henrik Hedman Renger van der Zande               | Gibson GK428 4.2 L V8         | M     | 361  | +26 okrążeń   |
| 17                            | LMP2      | #32 United Autosports         | Alex Brundle Will Owen Job van Uitert                       | Oreca 07                      | M     | 359  | +28 okrążeń   |
| 17                            | LMP2      | #32 United Autosports         | Alex Brundle Will Owen Job van Uitert                       | Gibson GK428 4.2 L V8         | M     | 359  | +28 okrążeń   |
| 18                            | LMP2      | #35 Eurasia Motorsport        | Nick Foster Roberto Merhi Nobuya Yamanaka                   | Ligier JS P217                | M     | 351  | +36 okrążeń   |
| 18                            | LMP2      | #35 Eurasia Motorsport        | Nick Foster Roberto Merhi Nobuya Yamanaka                   | Gibson GK428 4.2 L V8         | M     | 351  | +36 okrążeń   |
| 19                            | LMP2      | #29 Racing Team Nederland     | Frits van Eerd Giedo van der Garde Nyck de Vries            | Oreca 07                      | M     | 349  | +38 okrążeń   |
| 19                            | LMP2      | #29 Racing Team Nederland     | Frits van Eerd Giedo van der Garde Nyck de Vries            | Gibson GK428 4.2 L V8         | M     | 349  | +38 okrążeń   |
| 20                            | LMGTE Pro | #97 Aston Martin Racing       | Alex Lynn Maxime Martin Harry Tincknell                     | Aston Martin Vantage AMR      | M     | 346  | +41 okrążeń   |
| 20                            | LMGTE Pro | #97 Aston Martin Racing       | Alex Lynn Maxime Martin Harry Tincknell                     | Aston Martin 4.5 L Turbo V8   | M     | 346  | +41 okrążeń   |
| 21                            | LMGTE Pro | #51 AF Corse                  | James Calado Alessandro Pier Guidi Daniel Serra             | Ferrari 488 GTE Evo           | M     | 346  | +41 okrążeń   |
| 21                            | LMGTE Pro | #51 AF Corse                  | James Calado Alessandro Pier Guidi Daniel Serra             | Ferrari F154CB 3.9 L Turbo V8 | M     | 346  | +41 okrążeń   |
| 22                            | LMGTE Pro | #95 Aston Martin Racing       | Marco Sørensen Nicki Thiim Richard Westbrook                | Aston Martin Vantage AMR      | M     | 343  | +44 okrążenia |
| 22                            | LMGTE Pro | #95 Aston Martin Racing       | Marco Sørensen Nicki Thiim Richard Westbrook                | Aston Martin 4.5 L Turbo V8   | M     | 343  | +44 okrążenia |
| 23                            | LMGTE Pro | #82 Risi Competizione         | Sébastien Bourdais Jules Gounon Olivier Pla                 | Ferrari 488 GTE Evo           | M     | 339  | +48 okrążeń   |
| 23                            | LMGTE Pro | #82 Risi Competizione         | Sébastien Bourdais Jules Gounon Olivier Pla                 | Ferrari F154CB 3.9 L Turbo V8 | M     | 339  | +48 okrążeń   |
| 24                            | LMGTE Am  | #90 TF Sport                  | Jonathan Adam Charlie Eastwood Salih Yoluç                  | Aston Martin Vantage AMR      | M     | 339  | +48 okrążeń   |
| 24                            | LMGTE Am  | #90 TF Sport                  | Jonathan Adam Charlie Eastwood Salih Yoluç                  | Aston Martin 4.5 L Turbo V8   | M     | 339  | +48 okrążeń   |
| 25                            | LMGTE Am  | #77 Dempsey-Proton Racing     | Matt Campbell Riccardo Pera Christian Ried                  | Porsche 911 RSR               | M     | 339  | +48 okrążeń   |
| 25                            | LMGTE Am  | #77 Dempsey-Proton Racing     | Matt Campbell Riccardo Pera Christian Ried                  | Porsche 4.0 L Flat-6          | M     | 339  | +48 okrążeń   |
| 26                            | LMGTE Am  | #83 AF Corse                  | Emmanuel Collard Nicklas Nielsen François Perrodo           | Ferrari 488 GTE Evo           | M     | 339  | +48 okrążeń   |
| 26                            | LMGTE Am  | #83 AF Corse                  | Emmanuel Collard Nicklas Nielsen François Perrodo           | Ferrari F154CB 3.9 L Turbo V8 | M     | 339  | +48 okrążeń   |
| 27                            | LMGTE Am  | #56 Team Project 1            | Matteo Carioli Egidio Perfetti Larry ten Voorde             | Porsche 911 RSR               | M     | 339  | +48 okrążeń   |
| 27                            | LMGTE Am  | #56 Team Project 1            | Matteo Carioli Egidio Perfetti Larry ten Voorde             | Porsche 4.0 L Flat-6          | M     | 339  | +48 okrążeń   |
| 28                            | LMP2      | #24 Nielsen Racing            | Garett Grist Alex Kapadia Anthony Wells                     | Oreca 07                      | M     | 338  | +49 okrążeń   |
| 28                            | LMP2      | #24 Nielsen Racing            | Garett Grist Alex Kapadia Anthony Wells                     | Gibson GK428 4.2 L V8         | M     | 338  | +49 okrążeń   |
| 29                            | LMGTE Am  | #86 Gulf Racing               | Benjamin Barker Michael Wainwright Andrew Watson            | Porsche 911 RSR               | M     | 337  | +50 okrążeń   |
| 29                            | LMGTE Am  | #86 Gulf Racing               | Benjamin Barker Michael Wainwright Andrew Watson            | Porsche 4.0 L Flat-6          | M     | 337  | +50 okrążeń   |
| 30                            | LMGTE Am  | #66 JMW Motorsport            | Richard Heistand Jan Magnussen Max Root                     | Ferrari 488 GTE Evo           | M     | 335  | +52 okrążenia |
| 30                            | LMGTE Am  | #66 JMW Motorsport            | Richard Heistand Jan Magnussen Max Root                     | Ferrari F154CB 3.9 L Turbo V8 | M     | 335  | +52 okrążenia |
| 31                            | LMGTE Pro | #91 Porsche GT Team           | Gianmaria Bruni Richard Lietz Frédéric Makowiecki           | Porsche 911 RSR-19            | M     | 335  | +52 okrążenia |
| 31                            | LMGTE Pro | #91 Porsche GT Team           | Gianmaria Bruni Richard Lietz Frédéric Makowiecki           | Porsche 4.2 L Flat-6          | M     | 335  | +52 okrążenia |
| 32                            | LMGTE Am  | #61 Luzich Racing             | Côme Ledogar Oswaldo Negri Jr. Francesco Piovanetti         | Ferrari 488 GTE Evo           | M     | 335  | +52 okrążenia |
| 32                            | LMGTE Am  | #61 Luzich Racing             | Côme Ledogar Oswaldo Negri Jr. Francesco Piovanetti         | Ferrari F154CB 3.9 L Turbo V8 | M     | 335  | +52 okrążenia |
| 33                            | LMGTE Am  | #98 Aston Martin Racing       | Paul Dalla Lana Augusto Farfus Ross Gunn                    | Aston Martin Vantage AMR      | M     | 333  | +54 okrążenia |
| 33                            | LMGTE Am  | #98 Aston Martin Racing       | Paul Dalla Lana Augusto Farfus Ross Gunn                    | Aston Martin 4.5 L Turbo V8   | M     | 333  | +54 okrążenia |
| 34                            | LMGTE Am  | #85 Iron Lynx                 | Rahel Frey Michelle Gatting Manuela Gostner                 | Ferrari 488 GTE Evo           | M     | 332  | +55 okrążeń   |
| 34                            | LMGTE Am  | #85 Iron Lynx                 | Rahel Frey Michelle Gatting Manuela Gostner                 | Ferrari F154CB 3.9 L Turbo V8 | M     | 332  | +55 okrążeń   |
| 35                            | LMGTE Pro | #92 Porsche GT Team           | Michael Christensen Kévin Estre Laurens Vanthoor            | Porsche 911 RSR-19            | M     | 331  | +56 okrążeń   |
| 35                            | LMGTE Pro | #92 Porsche GT Team           | Michael Christensen Kévin Estre Laurens Vanthoor            | Porsche 4.2 L Flat-6          | M     | 331  | +56 okrążeń   |
| 36                            | LMGTE Am  | #99 Dempsey-Proton Racing     | Julien Andlauer Vutthikorn Inthraphuvasak Lucas Légeret     | Porsche 911 RSR               | M     | 331  | +56 okrążeń   |
| 36                            | LMGTE Am  | #99 Dempsey-Proton Racing     | Julien Andlauer Vutthikorn Inthraphuvasak Lucas Légeret     | Porsche 4.0 L Flat-6          | M     | 331  | +56 okrążeń   |
| 37                            | LMGTE Am  | #60 Iron Lynx                 | Sergio Pianazzola Paolo Ruberti Claudio Schiavoni           | Ferrari 488 GTE Evo           | M     | 331  | +56 okrążeń   |
| 37                            | LMGTE Am  | #60 Iron Lynx                 | Sergio Pianazzola Paolo Ruberti Claudio Schiavoni           | Ferrari F154CB 3.9 L Turbo V8 | M     | 331  | +56 okrążeń   |
| 38                            | LMGTE Am  | #78 Proton Competition        | Michele Beretta Horst Felbermayr Jr Max van Splunteren      | Porsche 911 RSR               | M     | 330  | +57 okrążeń   |
| 38                            | LMGTE Am  | #78 Proton Competition        | Michele Beretta Horst Felbermayr Jr Max van Splunteren      | Porsche 4.0 L Flat-6          | M     | 330  | +57 okrążeń   |
| 39                            | LMGTE Am  | #54 AF Corse                  | Francesco Castellaci Giancarlo Fisichella Thomas Flohr      | Ferrari 488 GTE Evo           | M     | 330  | +57 okrążeń   |
| 39                            | LMGTE Am  | #54 AF Corse                  | Francesco Castellaci Giancarlo Fisichella Thomas Flohr      | Ferrari F154CB 3.9 L Turbo V8 | M     | 330  | +57 okrążeń   |
| 40                            | LMGTE Am  | #57 Team Project 1            | Jeroen Bleekemolen Felipe Fraga Ben Keating                 | Porsche 911 RSR               | M     | 326  | +61 okrążeń   |
| 40                            | LMGTE Am  | #57 Team Project 1            | Jeroen Bleekemolen Felipe Fraga Ben Keating                 | Porsche 4.0 L Flat-6          | M     | 326  | +61 okrążeń   |
| 41                            | LMGTE Am  | #62 Red River Racing          | Bonamy Grimes Charles Hollings Johnny Mowlem                | Ferrari 488 GTE Evo           | M     | 325  | +62 okrążenia |
| 41                            | LMGTE Am  | #62 Red River Racing          | Bonamy Grimes Charles Hollings Johnny Mowlem                | Ferrari F154CB 3.9 L Turbo V8 | M     | 325  | +62 okrążenia |
| 42                            | LMP2      | #34 Inter Europol Competition | René Binder Matewos Isaakian Jakub Śmiechowski              | Ligier JS P217                | M     | 316  | +71 okrążeń   |
| 42                            | LMP2      | #34 Inter Europol Competition | René Binder Matewos Isaakian Jakub Śmiechowski              | Gibson GK428 4.2 L V8         | M     | 316  | +71 okrążeń   |
| 43                            | LMGTE Am  | #89 Team Project 1            | "Steve Brooks" Andreas Laskaratos Julien Piguet             | Porsche 911 RSR               | M     | 313  | +74 okrążenia |
| 43                            | LMGTE Am  | #89 Team Project 1            | "Steve Brooks" Andreas Laskaratos Julien Piguet             | Porsche 4.0 L Flat-6          | M     | 313  | +74 okrążenia |
| Niesklasyfikowani             |           |                               |                                                             |                               |       |      |               |
| [ f ]                         | LMGTE Pro | #71 AF Corse                  | Sam Bird Miguel Molina Davide Rigon                         | Ferrari 488 GTE Evo           | M     | 340  |               |
| [ f ]                         | LMGTE Pro | #71 AF Corse                  | Sam Bird Miguel Molina Davide Rigon                         | Ferrari F154CB 3.9 L Turbo V8 | M     | 340  |               |
|                               | LMGTE Am  | #88 Dempsey-Proton Racing     | Dominique Bastien Adrien de Leener Thomas Preining          | Porsche 911 RSR               | M     | 238  |               |
| Porsche 4.0 L Flat-6          | LMGTE Am  | #88 Dempsey-Proton Racing     | Dominique Bastien Adrien de Leener Thomas Preining          |                               | M     | 238  |               |
| Nie ukończyli                 |           |                               |                                                             |                               |       |      |               |
|                               | LMP2      | #39 SO24-Has by Graff         | James Allen Vincent Capillaire Charles Milesi               | Oreca 07                      | M     | 357  |               |
| Gibson GK428 4.2 L V8         | LMP2      | #39 SO24-Has by Graff         | James Allen Vincent Capillaire Charles Milesi               |                               | M     | 357  |               |
|                               | LMGTE Am  | #72 Hub Auto Racing           | Tom Blomqvist Morris Chen Marcos Gomes                      | Ferrari 488 GTE Evo           | M     | 273  |               |
| Ferrari F154CB 3.9 L Turbo V8 | LMGTE Am  | #72 Hub Auto Racing           | Tom Blomqvist Morris Chen Marcos Gomes                      |                               | M     | 273  |               |
|                               | LMGTE Am  | #75 Iron Lynx                 | Matteo Cressoni Rino Mastronardi Andrea Piccini             | Ferrari 488 GTE Evo           | M     | 211  |               |
| Ferrari F154CB 3.9 L Turbo V8 | LMGTE Am  | #75 Iron Lynx                 | Matteo Cressoni Rino Mastronardi Andrea Piccini             |                               | M     | 211  |               |
|                               | LMP2      | #21 DragonSpeed USA           | Timothé Buret Juan Pablo Montoya Memo Rojas                 | Oreca 07                      | M     | 192  |               |
| Gibson GK428 4.2 L V8         | LMP2      | #21 DragonSpeed USA           | Timothé Buret Juan Pablo Montoya Memo Rojas                 |                               | M     | 192  |               |
|                               | LMGTE Pro | #63 WeatherTech Racing        | Cooper MacNeil Jeff Segal Toni Vilander                     | Ferrari 488 GTE Evo           | M     | 185  |               |
| Ferrari F154CB 3.9 L Turbo V8 | LMGTE Pro | #63 WeatherTech Racing        | Cooper MacNeil Jeff Segal Toni Vilander                     |                               | M     | 185  |               |
|                               | LMGTE Am  | #70 MR Racing                 | Vincent Abril Kei Cozzolino Takeshi Kimura                  | Ferrari 488 GTE Evo           | M     | 172  |               |
| Ferrari F154CB 3.9 L Turbo V8 | LMGTE Am  | #70 MR Racing                 | Vincent Abril Kei Cozzolino Takeshi Kimura                  |                               | M     | 172  |               |
|                               | LMP2      | #16 G-Drive Racing by Algarve | Ryan Cullen Oliver Jarvis Nick Tandy                        | Aurus 01                      | G     | 105  |               |
| Gibson GK428 4.2 L V8         | LMP2      | #16 G-Drive Racing by Algarve | Ryan Cullen Oliver Jarvis Nick Tandy                        |                               | G     | 105  |               |
|                               | LMP2      | #30 Duqueine Team             | Tristan Gommendy Jonathan Hirschi Konstantin Tierieszczenko | Oreca 07                      | M     | 100  |               |
| Gibson GK428 4.2 L V8         | LMP2      | #30 Duqueine Team             | Tristan Gommendy Jonathan Hirschi Konstantin Tierieszczenko |                               | M     | 100  |               |
|                               | LMP1      | #4 ByKolles Racing Team       | Tom Dillmann Bruno Spengler Oliver Webb                     | ENSO CLM P1/01                | M     | 97   |               |
| Gibson GL458 4.5 L V8         | LMP1      | #4 ByKolles Racing Team       | Tom Dillmann Bruno Spengler Oliver Webb                     |                               | M     | 97   |               |
|                               | LMP2      | #33 High Class Racing         | Anders Fjordbach Mark Patterson Kenta Yamashita             | Oreca 07                      | M     | 88   |               |
| Gibson GK428 4.2 L V8         | LMP2      | #33 High Class Racing         | Anders Fjordbach Mark Patterson Kenta Yamashita             |                               | M     | 88   |               |
|                               | LMGTE Am  | #52 AF Corse                  | Steffen Görig Christoph Ulrich Alexander West               | Ferrari 488 GTE Evo           | M     | 80   |               |
| Ferrari F154CB 3.9 L Turbo V8 | LMGTE Am  | #52 AF Corse                  | Steffen Görig Christoph Ulrich Alexander West               |                               | M     | 80   |               |
|                               | LMGTE Am  | #55 Spirit of Race            | Duncan Cameron Matt Griffin Aaron Scott                     | Ferrari 488 GTE Evo           | M     | 78   |               |
| Ferrari F154CB 3.9 L Turbo V8 | LMGTE Am  | #55 Spirit of Race            | Duncan Cameron Matt Griffin Aaron Scott                     |                               | M     | 78   |               |
|                               | LMP2      | #11 EuroInternational         | Christophe d'Ansembourg Erik Maris Adrien Tambay            | Ligier JS P217                | M     | 26   |               |
| Gibson GK428 4.2 L V8         | LMP2      | #11 EuroInternational         | Christophe d'Ansembourg Erik Maris Adrien Tambay            |                               | M     | 26   |               |
| Zdyskwalifikowani             |           |                               |                                                             |                               |       |      |               |
| [ g ]                         | LMP2      | #37 Jackie Chan DC Racing     | Gabriel Aubry Will Stevens Ho-Pin Tung                      | Oreca 07                      | G     | 141  |               |
| [ g ]                         | LMP2      | #37 Jackie Chan DC Racing     | Gabriel Aubry Will Stevens Ho-Pin Tung                      | Gibson GK428 4.2 L V8         | G     | 141  |               |

### Statystyki

#### Najszybsze okrążenie
| Klasa     | Kierowca       | Zespół                  | Czas     | Okr. |
| --------- | -------------- | ----------------------- | -------- | ---- |
| LMP1      | Bruno Senna    | #1 Rebellion Racing     | 3:19,264 | 4    |
| LMP2      | Job van Uitert | #32 United Autosports   | 3:27,508 | 248  |
| LMGTE Pro | Alex Lynn      | #97 Aston Martin Racing | 3:50,321 | 182  |
| LMGTE Am  | Ross Gunn      | #98 Aston Martin Racing | 3:52,449 | 2    |
| Źródło    |                |                         |          |      |